# 디니 정리
미적분학에서, 디니 정리(Dini's theorem)는 콤팩트 공간 위에 정의된 실수 값 연속 함수들의 단조수열이 연속 함수로 점별 수렴한다면, 균등 수렴한다는 정리이다.

## 정의
{\displaystyle K}에서 정의된 실함수열 {\displaystyle \{f_{n}(x)\}}이 다음 조건들을 만족한다고 하자.
- {\displaystyle K}는 {\displaystyle \mathbb {R} }의 컴팩트 부분집합이다. (즉, 하이네-보렐 정리에 의해 {\displaystyle K}는 유계인 닫힌집합이다.)
- {\displaystyle \{f_{n}(x)\}}은 단조(즉, 증가거나 감소)인 연속함수열이다. (i.e., {\displaystyle \forall x\in K,\forall n\in \mathbb {N} ,f_{n}(x)\leq f_{n+1}(x)} {\displaystyle \lor } {\displaystyle f_{n}(x)\geq f_{n+1}(x)})
- {\displaystyle f_{n}}이 {\displaystyle K}에서 연속인 (극한)함수 {\displaystyle f:K\rightarrow \mathbb {R} }로 점별 수렴한다. (i.e, {\displaystyle \exists } continuous function {\displaystyle f:K\rightarrow \mathbb {R} } such that {\displaystyle f_{n}\rightarrow f} on {\displaystyle K})

그렇다면, {\displaystyle \{f_{n}(x)\}}이 {\displaystyle K}에서 {\displaystyle f}로 균등 수렴한다. 즉,
{\textstyle f_{n}\rightrightarrows f} on {\displaystyle K}
이다.

## 증명
일반성을 잃지 않고, {\displaystyle \{f_{n}(x)\}}이 증가하는 연속함수열이라 하자. (만약 {\displaystyle \{f_{n}(x)\}}이 감소하는 연속함수열이라면 함수의 부호를 바꿔서 생각하면 된다.)
함수 {\displaystyle g_{n}:K\rightarrow \mathbb {R} }을 {\displaystyle g_{n}=f-f_{n}}이라 정의하자. 조건에 의해 {\displaystyle f}와 {\displaystyle f_{n}}는 연속함수이므로 {\displaystyle g_{n}}도 연속함수이다.
먼저, 집합 {\displaystyle {\mathcal {O}}_{n}}을 {\displaystyle {\mathcal {O}}_{n}=\left\{x\in K:g_{n}(x)<\epsilon \right\}}이라 정의하자. 집합 {\displaystyle {\mathcal {O}}_{n}}의 정의에 의해 {\displaystyle {\mathcal {O}}_{n}=g^{-1}(-\infty ,\epsilon )}임을 알 수 있다.
또한 {\displaystyle (-\infty ,\epsilon )}는 {\displaystyle \mathbb {R} }에서 열린집합이고 {\displaystyle g_{n}}이 연속함수이므로  {\displaystyle (-\infty ,\epsilon )}의 역상 {\displaystyle {\mathcal {O}}_{n}=g^{-1}(-\infty ,\epsilon )}은 {\displaystyle K}에서 열린집합이다.

이제 {\displaystyle K\subseteq \bigcup _{i\in \mathbb {N} }{\mathcal {O}}_{i}}임을 보이기 위해 {\displaystyle x\in K}라 하자.
조건에 의해 {\displaystyle f_{n}}이 {\displaystyle K}에서 연속인 극한함수 {\displaystyle f:K\rightarrow \mathbb {R} }로 점별 수렴하므로, {\displaystyle f_{n}(x)\rightarrow f(x)}이다.
따라서, {\displaystyle n\geq N}일 때 {\displaystyle \left\vert f_{n}(x)-f(x)\right\vert <\epsilon }이 되도록 하는 양의 정수 {\displaystyle N}이 존재한다.
{\displaystyle g_{n}}과 {\displaystyle {\mathcal {O}}_{n}}의 정의에 의해 {\displaystyle x\in } {\displaystyle {\mathcal {O}}_{N}}임을 알 수 있으므로 {\displaystyle x\in } {\displaystyle \bigcup _{i\in \mathbb {N} }{\mathcal {O}}_{i}}이 성립한다.
따라서, 집합족 {\displaystyle {\mathcal {C}}}를 {\displaystyle {\mathcal {C}}=\left\{{\mathcal {O}}_{n}:n\in \mathbb {N} \right\}}이라 정의하면 {\displaystyle {\mathcal {C}}}는 {\displaystyle K}의 열린덮개가 된다.
{\displaystyle K}는 조건에 의해 콤팩트이므로 {\displaystyle {\mathcal {C}}}의 유한 열린 부분 덮개 {\displaystyle {\mathcal {C'}}=\left\{{\mathcal {O}}_{1},{\mathcal {O}}_{2},\cdots ,{\mathcal {O}}_{m}\right\}}이 존재하여 {\displaystyle K\subseteq \bigcup _{i=1}^{m}{\mathcal {O}}_{i}}이다. 특히 임의의 양의 정수 {\displaystyle n}에 대해 {\displaystyle {\mathcal {O}}_{n}\subseteq K}이므로, {\displaystyle \bigcup _{i=1}^{m}{\mathcal {O}}_{i}\subseteq K}이다. 따라서, {\displaystyle K=\bigcup _{i=1}^{m}{\mathcal {O}}_{i}}이다.
또한 {\displaystyle {\mathcal {O}}_{n}}{\displaystyle \subseteq {\mathcal {O}}_{n+1}}임을 알 수 있으므로, 양의 정수 {\displaystyle M=\mathrm {max} \left\{{\mathcal {O}}_{1},{\mathcal {O}}_{2},\cdots ,{\mathcal {O}}_{m}\right\}}에 대하여 {\displaystyle K={\mathcal {O}}_{M}}이다.

이제, 본격적으로 증명을 마무리하면 다음과 같다.
임의의 {\displaystyle \epsilon >0}에 대하여 {\displaystyle n\geq M}이고 {\displaystyle x\in K}라고 하자.
그러면 {\displaystyle x\in K={\mathcal {O}}_{M}\subseteq {\mathcal {O}}_{n}}이므로 {\displaystyle f(x)-f_{n}(x)<\epsilon }이다.
또한 가정에 의해 {\displaystyle \{f_{n}(x)\}}이 증가하는 연속함수열이므로, {\displaystyle 0\leq f(x)-f_{n}(x)<\epsilon } 임을 알 수 있다.
따라서 {\displaystyle \left\vert f_{n}(x)-f(x)\right\vert <\epsilon }이다. 즉, {\displaystyle \{f_{n}(x)\}}이 {\displaystyle K}에서 {\displaystyle f}로 균등 수렴한다.